# Lene Grawford Nystrøm
Lene Grawford Nystrøm (Tønsberg, 2 ottobre 1973) è una cantante norvegese.

## Biografia

### Con gli Aqua
Lene iniziò a lavorare come modella e barista prima di essere scoperta nel 1994 da René Dif mentre cantava su una nave da crociera. Insieme a Søren Rasted e Claus Norreen crearono il gruppo Joyspeed, diventato poi famoso come Aqua, che si sciolse nel 2001 per delle incomprensioni fra Lene e René. Successivamente si sposò con Søren e si dedicò alla carriera solista. Il 26 ottobre 2007, la band si è riunita annunciando un nuovo tour di 25 tappe. Il 14 agosto 2009 pubblicano un nuovo singolo, Back to the 80's, primo estratto dalla loro prima raccolta Greatest Hits, pubblicata nel settembre 2009.

### Carriera solista
Nel 2003 ha pubblicato Play with Me, il suo primo album da solista pubblicato dall'etichetta discografica Polydor. Il primo singolo estratto, It's Your Duty, abbandona le sonorità bubblegum pop dei tempi degli Aqua in favore di arrangiamenti di tipo dance pop: il singolo riscosse un buon successo in Danimarca, con un picco al terzo posto della classifica, e anche in Italia fu molto suonata in radio e nelle discoteche. Buoni furono anche i risultati del secondo estratto, Pretty Young Thing, mentre come terzo singolo è stato scelto il brano Here We Go. Tuttavia il successo dei singoli non ha trainato le vendite dell'album, che si è rivelato un flop commerciale; in Danimarca, il disco non è riuscito a salire oltre il trentesimo posto.

## Vita privata
Nel 1998 ha avuto una relazione con Morten Harket, frontman degli a-ha.
È stata sposata dal 2001 al 2017 con Søren Rasted, chitarrista e batterista degli Aqua, dal quale ha avuto due figliː India (2004) e Billy (2006).

## Discografia

### Album in studio
- 2003 - Play with Me

### Singoli
- 2003 - It's Your Duty
- 2004 - Pretty Young Thing
- 2004 - Here We Go